# 卡曼奇龍
卡曼奇龍（學名："Comanchesaurus"）是個恐龍的無資格名稱，化石發現於三疊紀晚期的新墨西哥州，最初被認為屬於獸腳亞目恐龍。
化石是一個部分骨骸，包含椎體與後肢。這些化石發現於新墨西哥州瓜達盧佩縣，屬於Bull Canyon組，年代為三疊紀的諾利階。阿德里安·亨特（Adrian Hunt）在一份非正式演講中，將這些化石命名為"Comanchesaurus kuesi"。在2007年的一份北美洲三疊紀晚期化石的研究中，卡曼奇龍被歸類於恐龍。這些研究人員認為卡曼奇龍可能是蜥臀目的分類未定屬。